# RNIL 1
De RNIL 1 is een route nationale d'intérêt local in het Franse departement Seine-Saint-Denis ten noorden van Parijs. De weg loopt van de Porte de la Chapelle in de Boulevard Périphérique in Parijs via Saint-Denis en Pierrefitte-sur-Seine naar de grens met Val-d'Oise. In Val-d'Oise loopt de weg als D301 verder naar Beauvais en Calais.

## Geschiedenis
Tot 2006 was de RNIL 1 onderdeel van de N1. In 2006 werd de weg overgedragen aan het departement Seine-Saint-Denis, omdat de weg geen belang meer had voor het doorgaande verkeer. Seine-Saint-Denis weigert echter om de weg een nieuw nummer te geven, waardoor de weg nog steeds als route nationale wordt aangegeven.